# Gara Toplița
Gara Toplița este o gară care deservește municipiul Toplița, județul Harghita, România.